# Mirko Ivanovski
Pour les articles homonymes, voir Ivanovski.
Mirko Ivanovski (en macédonien : Мирко Ивановски), né le 31 octobre 1989 à Bitola en Yougoslavie, est un footballeur international macédonien, qui évolue au poste d'attaquant.

## Biographie

### Carrière en club
Mirko Ivanovski dispute cinq matchs en Ligue des champions, et neuf matchs en Ligue Europa, pour un but inscrit. Il inscrit son premier but en Ligue Europa le 8 août 2013, lors d'un match contre l'AS Trenčín comptant pour le troisième tour préliminaire de cette compétition.

### Carrière internationale
Mirko Ivanovski compte 27 sélections et 1 but avec l'équipe de Macédoine depuis 2010. 
Il est convoqué pour la première fois en équipe de Macédoine par le sélectionneur national Mirsad Jonuz, pour un match amical contre la Chine le 22 décembre 2010. Il entre à la 46e minute de la rencontre, à la place de Hristijan Kirovski. Le match se solde par une défaite 1-0 des Macédoniens.
Par la suite, le 6 septembre 2011, il inscrit son premier but en sélection contre Andorre, lors d'un match des éliminatoires de l'Euro 2012. Le match se solde par une victoire 1-0 des Macédoniens.

## Palmarès
- Avec le Makedonija Skopje
  - Champion de Macédoine en 2009

- Avec l'Astra Giurgiu
  - Vainqueur de la Coupe de Roumanie en 2014

- Avec le Videoton FC
  - Champion de Hongrie en 2015